# هيليني شييرفبك

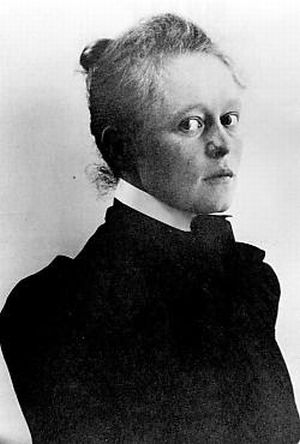
هيليني شييرفبك 1890

هيليني شييرفبك (Helene Schjerfbeck؛ هلسنكي، 10 يونيو 1862 - نكا، 28 يناير 1946). رسامة فنلندية. إحدى أبرز الفنانين الحداثيين في فنلندا، تزايد الاهتمام بأعمالها في السنوات الأخيرة.
اشتهرت على نطاق واسع بأعمالها الواقعية ورسمها لذاتها، وأقل شهرة برسم المناظر الطبيعية والطبيعة الصامتة. تغير أسلوبها كثيرًا أثناء حياتها الطويلة.
أظهرت شييرفبك موهبتها في سن مبكرة. ببلوغها الحادية عشرة التحقت بمدرسة جمعية الفن الفنلندي للرسم. لأن أسرة شييرفبك لم يكن في غاية الثراء، أدخلها أدولف فون بيكر الرجل الذي رأى فيها أملا ضمن تعليم المدرسة المجاني (أهتولا - مورهاوس). وقد التقت شييرفبك بهيلينا ويسترمارك في مدرسة جمعية الفن الفنلندي للرسم.

## روابط خارجية
- هيليني شييرفبك على موقع IMDb (الإنجليزية)
- هيليني شييرفبك على موقع ميوزك برينز (الإنجليزية)